# Sainte-Honorine-de-Ducy
Sainte-Honorine-de-Ducy é uma comuna francesa na região administrativa da Normandia, no departamento Calvados. Estende-se por uma área de 4,91 km². Em 2010 a comuna tinha 131 habitantes (densidade: 26,7 hab./km²).